# 釧路東インターチェンジ
釧路東インターチェンジ（くしろひがしインターチェンジ）は、北海道釧路郡釧路町別保原野にある道東自動車道（旧釧路外環状道路、北海道横断自動車道に並行する一般国道自動車専用道路(A'路線)）のインターチェンジである。2016年（平成28年）3月12日供用開始。

## 歴史
- 2014年（平成26年）12月9日：当ICの名称を「釧路東IC」で正式決定[1]。
- 2016年（平成28年）3月12日：釧路外環状道路 釧路西IC - 釧路東IC間開通に伴い、供用開始[2]。
- 2019年（平成31年）3月9日：釧路東IC - 釧路別保IC間が開通[3]。
- 2024年（令和6年）9月12日：釧路外環状道路 釧路西IC - 釧路別保IC間の道路名称を「一般国道38号・44号 釧路外環状道路」から「道東自動車道」に変更[4]。

## 周辺
- 東陽ニュータウン 郊外型新興住宅地
- 東釧路工業地域
- 釧路川

## 接続する道路
- 直接接続
  - 国道391号

- 間接接続
  - 国道44号

## 料金所
- 通行料金は無料のため、料金収受設備は設置されていない。

## 隣
E38 / E44 道東自動車道
(19) 釧路中央IC - (20) 釧路東IC - (21)釧路別保IC